# Оборотная ведомость
Оборотная ведомость — ведомость (учётный регистр), применяемая для обобщения итоговых данных и контроля над ними по счетам бухгалтерского учёта, составляющая по счетам синтетического учёта и аналитического учёта.

## Определение
Согласно Энциклопедическому словарю Брокгауза и Ефрона оборотная ведомость — это ведомость, которая составляется периодически, чаще всего на первое число каждого месяца, как по Главной книге, так и по всем систематическим вспомогательным книгам. В неё по каждому счету заносятся итоги оборотов с начала отчетного периода и сальдо ко дню ее составления. Путём взаимного сличения итогов проверятся книги, даётся обозрение в общих чертах положение открытых в каждой книге счетов, а с тем вместе и положение всего хозяйства. На основании оборотной ведомости составляются балансы, в которые из нее переносятся одни только сальдо.
Согласно БСЭ оборотная ведомость — это учётный регистр, применяемый для обобщения итоговых данных и контроля над ними по счетам бухгалтерского учёта, составляющий по счетам синтетического учёта и аналитического учёта, итоги которых должны быть равны. По счетам синтетического учёта имеются показатели об оборотах по дебиту и кредиту счетов за отчётный период и об остатках на начало и конец отчётного периода. Попарное равенство итогов подтверждает правильность учётных записей на счетах бухгалтерского учёта. При механизированном варианте учёта оборотные ведомости формируются в виде табуляграмм.

## Формы оборотных ведомостей
Оборотная ведомость, как способ обобщения данных по бухгалтерским счетам за отчетный период, имеет две формы:
- оборотно-сальдовая ведомость;
- шахматная оборотная ведомость.